# Pomnik Stefana Wyszyńskiego w Warszawie
Pomnik Stefana Wyszyńskiego – posąg kardynała Stefana Wyszyńskiego znajdujący się przy ul. Krakowskie Przedmieście w Warszawie.

## Lokalizacja pomnika
Pomnik stoi przy Krakowskim Przedmieściu na przedłużeniu ulicy Królewskiej na placyku przed kościołem Wizytek. Na placu tym w czasie stanu wojennego gromadzili się warszawiacy, układali tu – w proteście przeciw systemowi i manifeście przywiązania do Kościoła – symboliczny krzyż z kwiatów i zniczy. Krzyż ten był systematycznie niszczony i usuwany przez milicję i Służbę Bezpieczeństwa.
Postać Prymasa Tysiąclecia została zaprojektowana przez Andrzeja Renesa. Została odlana z brązu w Gliwickich Zakładach Urządzeń Technicznych i umieszczona na prostym, granitowym cokole. Pomnik przedstawia postać zamyślonego prymasa w uroczystym stroju liturgicznym siedzącą na arcybiskupim tronie, u stóp którego znajduje się obszerna płyta, na lub wokół której warszawiacy często składają kwiaty i ustawiają znicze.
Pomnik został odsłonięty 27 maja 1987 roku.